# Zelotes uronesae
Zelotes uronesae es una especie de arañas araneomorfas de la familia Gnaphosidae.

## Distribución geográfica
Es endémica del tercio oriental de la península ibérica (España).